# Сунита Вилијамс
Сунита Лин „Суни“ Вилијамс (енгл. Sunita Lyn "Suni" Williams), девојачко Пандија (енгл. Pandya), је амерички астронаут и бивши официр у Америчкој ратној морнарици. Тренутно држи рекорде по времену проведеном у свемиру током једног лета од стране жене (196 дана), броју излазака у отворени свемир од стране жене (седам), и по укупном времену свемирских шетњи од стране жене (50 сати и 40 минута).
До сада је била члан две дуготрајне експедиције на Међународној свемирској станици – први пут као члан Експедиција 14 и 15, а други пут као летачки инжењер Експедиције 32, а затим и као командант Експедиције 33.

## Порекло и детињство
Сунита Вилијамс рођена је у Јуклиду у Охају. Њен отац, Дипак Пандија (енгл. Deepak Pandya), је Американац индијског порекла, док је њена мајка уршулинка Бони Пандија (девојачко Залокар) словеначког порекла. Сунита има старијег брата Џеја Томаса, и млађу сестру Дину Ану. Преци њеног оца су живели у савезној држави Гуџарат у Индији. Њена прабаба по мајци, Марија Бохињец, рођена је 5. септембра 1890. године у месту Леше, у општини Тржич у Словенији, и емигрирала је у САД са 11 година почетком 20. века.
Сунита је завршила основну школу у месту Нидам у савезној држави Масачусетс 1983. године. Морнаричку академију завршила је 1987. године, смер природне науке. Мастер је завршила на Институту за технологију на Флориди 1995. године, са темом инжењерски менаџмент.

## Каријера у војсци
Сунита се придружила Америчкој ратној морнарици у мају 1987. године. Након обуке добила је чин морнаричког пилота и била је стационирана у Норфоку у Вирџинији. Одатле је ишла на задатке – на Медитеран, Црвено море и у Персијски залив. Након што је ураган Ендру погодио Флориду, Сунита је учествовала приликом спасилачких операција као пилот хеликоптера. Током каријере у војсци акумулирала је преко 3.000 сати лета и пилотирала је на преко 30 типова летелица. Служила је на ратном броду Саипан 1998. године када је примила вест да је примљена за астронаута у агенцију НАСА.

## Каријера у Наси
Сунита је била члан мисије спејс-шатла СТС-116 (орбитер Дискавери). Полетела је 9. децембра 2006. г. и остала на МСС као члан Експедиције 14, а касније и као члан Експедиције 15. Током овог боравка на станици Сунита је учествовала у свемирским шетњама. Током једне од ових шетњи, камера на кациги њеног свемирског одела се одвезала и одлетела у свемир пре него што је Сунита успела да реагује и ухвати је. Касније током мисије, Сунита је постала прва особа која је истрчала маратон док се налазила у орбити – завршила је Бостонски маратон 2007. године са временом од 4 сата и 24 минута. Остали чланови експедиције су је бодрили током трке и додавали јој поморанџе да се освежи. По повратку на Земљу, Сунита је трчала Бостонски маратон и наредне 2008. године.
Сунита је следећи пут полетела у свемир 15. јула 2012. године летелицом Сојуз са космодрома Бајконур. Након два дана у орбити летелица је сустигла МСС и спојила се са њом 17. јула у 06.51 УТЦ. Преузела је команду над станицом од руског космонаута Генадија Падалке 17. септембра 2012. године, и тако постала тек друга жена којој је то пошло за руком. Такође у септембру, постала је прва особа која је комплетирала триатлон у свемиру. Користила је траку за трчање и бицикл који су били на станици, а уместо пливања дизала је тегове који су симулирали отпор воде приликом пливања. Укупно је „препливала“ 800 метара, претрчала 6,4 km и прешла 29 km на бицикли за 1 час 48 минута и 33 секунде. На Земљу се вратила 19. новембра 2012. године летелицом Сојуз ТМА-05М.
Почетком јула 2015. године агенција Наса одабрала је Суниту и њене три колеге да буду први амерички астронаути који ће до Међународне свемирске станице стићи комерцијалним капсулама које развијају компаније Боинг (CST-100) и Спејс екс (Драгон V2). На првим летовима ових капсула са људском посадом биће по један астронаут Насе и један којег ће изабрати сама компанија. Након првог, пробног лета, уколико се испуне сви захтеви, капсуле ће почети редовно да се користе за превоз посада до и са МСС. Планирано је да први летови буду спроведени крајем 2017. године.

## Посета Словенији
Сунита Вилијамс је од 4. до 8. октобра 2014. године боравила у Словенији. Током боравка, између осталих активности, посетила је и Астрономско друштво Вега у Љубљани.

## Приватни живот
Сунита је удата за Мајкла Џ. Вилијамса, полицајца из Орегона. У браку су више од две деценије и обоје су током каријере пилотирали хеликоптером. У слободно време воли да се бави трчањем, пливањем, триатлоном, сноубордингом и ловом са луком и стрелом.

## Галерија
- Сунита приликом трчања маратона
- Сунита током свемирске шетње
- Са великим хуманоидним роботом Робонаут 2
- Сунита облачи руско одело Сокол
- Са руским колегама у модулу Звезда